# WASP-7 b
WASP-7 b ist ein Exoplanet, der den Hauptreihenstern WASP-7 alle 4,95 Tage umkreist. Auf Grund seiner hohen Masse wird angenommen, dass es sich um einen Gasplaneten handelt.

## Entdeckung
Der Planet wurde von A. Collier Cameron et al. im Jahr 2008 entdeckt mithilfe der Transitmethode im Rahmen des SuperWASP-Projekts.